# Hans van Agt
Johannes Andreas Maria (Hans) van Agt (Geldrop, 2 augustus 1943 – Breda, 19 mei 2024) was een Nederlands politicus van de KVP en later het CDA.
Hij was wetenschappelijk medewerker aan de Technische Hogeschool Eindhoven en tevens voorzitter van de hogeschoolraad voor hij eind 1976 op 33-jarige leeftijd benoemd werd tot burgemeester van de Noord-Brabantse gemeente Eersel. Ruim 14 jaar later, in februari 1991, volgde zijn benoeming tot burgemeester van de Overijsselse gemeente Haaksbergen. Vanaf mei 1999 was Van Agt de burgemeester van Etten-Leur wat hij tot zijn pensionering in augustus 2008 zou blijven. Daarna was hij van april tot september 2009 waarnemend burgemeester van Werkendam.
Hij is een zoon van Toon van Agt die burgemeester van Heeze is geweest. Verder is Hans van Agt een neef van Dries van Agt die van 1977 tot 1982 minister-president en van 1983 tot 1987 commissaris van de Koningin in Noord-Brabant was. 
Van Agt overleed op 80-jarige leeftijd.